# Bouwvereeniging Nieuwendams Belang

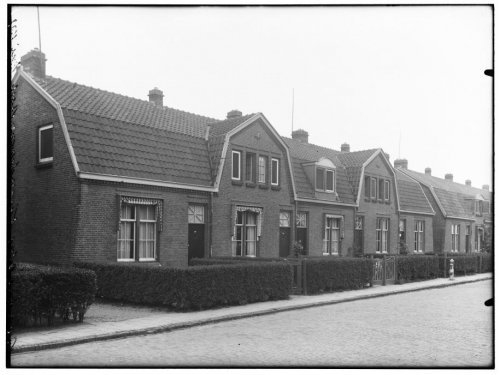
Arbeiderswoningen anno 1915 van de Bouwvereeniging Nieuwendams Belang

Bouwvereeniging ‘Nieuwendams Belang' was een woningbouwvereniging die op 11 maart 1909 werd opgericht in de voormalige gemeente Nieuwendam om in deze gemeente betaalbare en degelijke arbeiderswoningen te bouwen. Het woningbezit werd in 1966 overgedragen aan de gemeente Amsterdam, waarna de vereniging werd geliquideerd.

## Sociale woningbouw
Sociale woningbouw leek landelijk mogelijk geworden door invoering van de Woningwet in 1902. Sindsdien konden erkende instellingen die uitsluitend in het belang van de volkshuisvesting werkzaam waren, aanspraak maken op financiële steun van de rijksoverheid voor de bouw van woningwetwoningen. Bij Koninklijk Besluit werd de vereniging op 7 september 1909 toegelaten in de zin van de Woningwet. In Nieuwendam meende men voor circa 180 arbeiderswoningen 450.000 gulden nodig te hebben als rijksvoorschot.

## Uitbreiding Nieuwendam

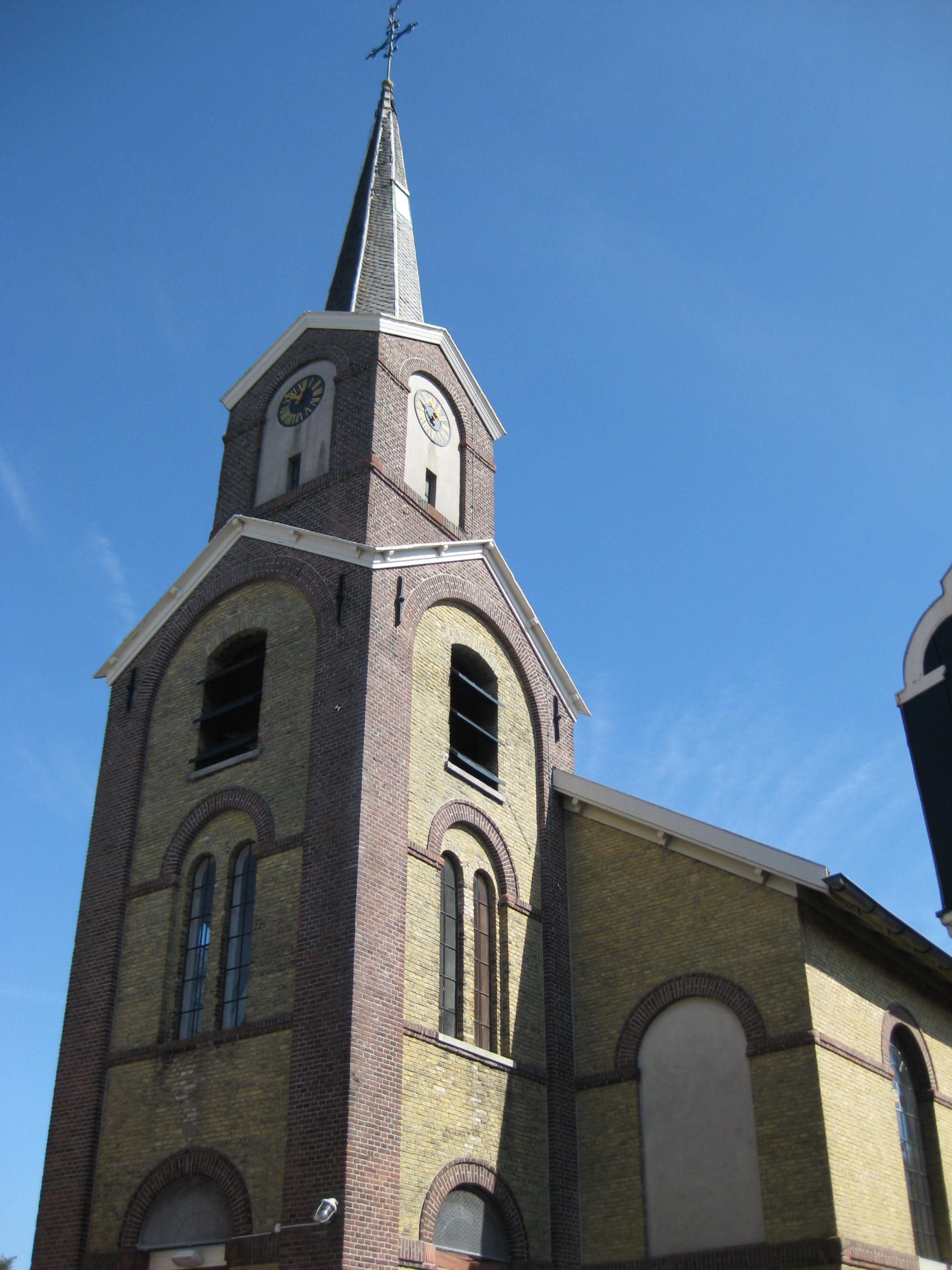
Nieuwendammerkerk aan het Brede Kerkepad

De gemeente Nieuwendam bestond in het begin van de 20e eeuw uit een langgerekt lint van bebouwing langs de Nieuwendammerdijk, onderdeel van de Waterlandse Zeedijk. De gemeente maakte in 1909 een uitbreidingsplan voor een nieuwe wijk met arbeiderswoningen en villa's ten noorden van de Nieuwendammerdijk, ten oosten van de Nederlandse Hervormde Kerk aan het Brede Kerkepad. Het bouwterrein bestond uit weiland dat werd begrensd door een brede vaart. Langs deze vaart liep een ringweg: in het oosten de Zunderdorpergouw (ter hoogte van de huidige Beemsterstraat), in het noorden de Buitengouw en in het westen het Kerkepad. Er was reeds een stratenplan getekend, waarbij bijna alle straten van noord naar zuid liepen. De meeste woningblokken langs deze straten zouden daardoor zowel zonlicht ontvangen op de voor- als achtergevel. De meeste straten kwamen uit op een weg die diagonaal door het plangebied zou komen te lopen en in het noordoosten van het plangebied via een bruggetje aansluiting zou bieden op de bestaande weg naar Zunderdorp. Het tracé van deze nieuwe weg loopt ongeveer gelijk met de huidige Ilpendammerstraat. Halverwege deze weg, in het midden van het nieuwbouwgebied, was een pleintje gedacht met een schoolgebouw en een verenigingsgebouw en winkels in de nabije straten. Ten noorden van de weg naar Zunderdorp waren eengezinswoningen bedacht. 159 van de 179 woningen daarvan waren in de eerste plaats bedoeld voor vaste bootwerkers van de Hollandse Stoomboot Maatschappij. Ten zuiden van de weg naar Zunderdorp wilde Nieuwendam bouwgrond beschikbaar stellen voor villa's.

## Eduard Cuypers
De 179 eengezinswoningen waren vooral voorzien ten noorden van de diagonale verkeersader door de nieuwe wijk. In opdracht van de Bouwvereeniging Nieuwendams Belang ontwierp (het architectenbureau van) architect Eduard Cuypers 159 kleine woningen en 20 van een groter type, zoals 8 met een winkelruimte of bijvoorbeeld voor kinderrijke gezinnen. De eerste fase van de bouw werd op 23 december 1914 aanbesteed en op 5 januari 1915 toegewezen aan de laagste bieder, die het werk wilde aannemen voor 45.980 gulden. Er werd begonnen in de meest noordwestelijke hoek. Medio 1915 werden de eerste 23 woningen opgeleverd: 2 blokken van 6 woningen, 2 blokken van 3 woningen en 1 blok van 5 woningen, aan een nieuwe straat waar tegenwoordig de Nieuwendammerstraat is gelegen. De 3 verschillende woningtypen werden geschikt bevonden voor grote, gewone en kleine gezinnen. De woningen waren zo eenvoudig mogelijk uitgevoerd om de huren betaalbaar te houden voor de doelgroep. Omdat de moerassige bodem weinig draagvermogen had, werden de muren zo dun mogelijk gemaakt en onderheid met 8 meter lange heipalen. De kleinste woningen waren begroot op fl. 3,40 huur per week. De grootste woningen zouden worden verhuurd voor fl. 4,50 per week. De Gezondheidscommissie te Edam vond dit aan de hoge kant. Arbeiderswoningen die arbeiders moesten bewegen om uit slechte en ongezonde huizen te verhuizen, zouden volgens de Gezondheidscommissie niet meer dan 2,50 gulden per week moeten kosten.
Inclusief de kosten voor de aankoop van grond en het ontwerp van de architect kende het Rijk uiteindelijk op 29 november 1915 een bedrag van 58.501 gulden toe als voorschot voor de bouw van deze woningen.

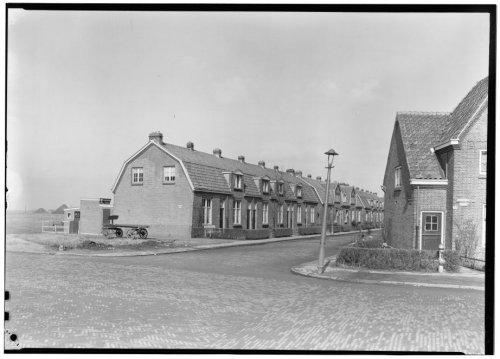
Arbeiderswoningen anno 1915
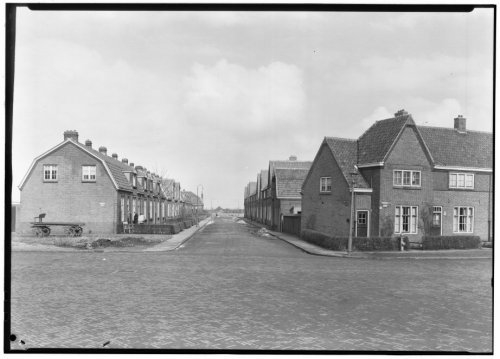
in de Nieuwendammerstraat
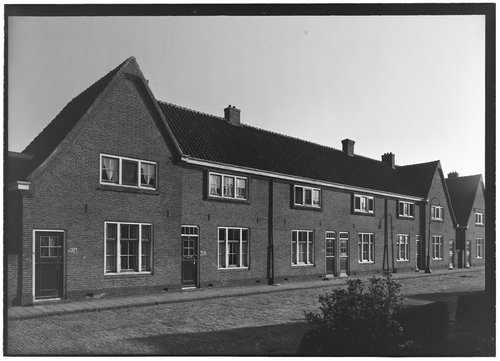
Fase 2 van een ander type
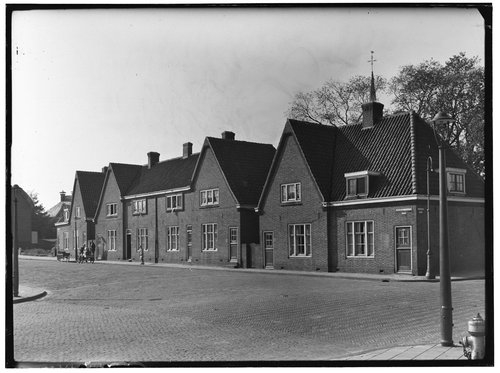
ook ten zuiden van de Purmerweg
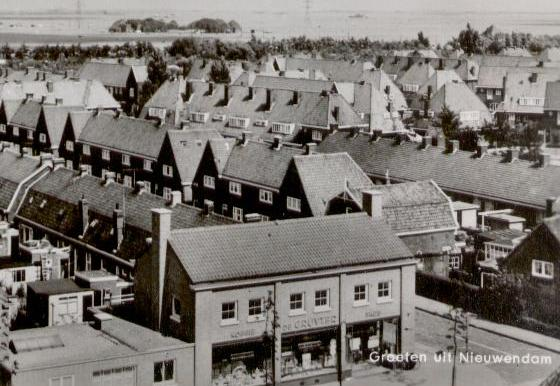
van Nieuwendams Belang

## Overstroming

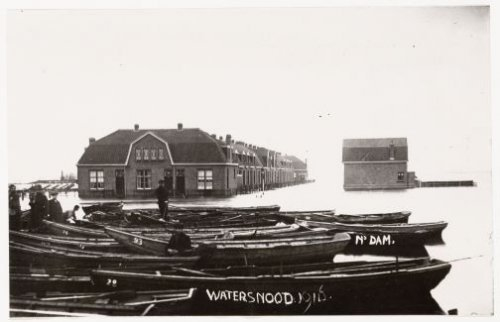
watersnood 1916

In januari en februari 1916 werd Nieuwendam zwaar getroffen door een watersnoodramp. Landerijen kwamen onder water te staan, en ook het nieuwbouwproject werd getroffen. De schade aan wegen, dijken en nutsvoorzieningen ging de draagkracht van de gemeente Nieuwendam ver te boven. Dit vond plaats terwijl andere Europese landen waren verwikkeld in een verwoestende oorlog. Hierdoor viel de internationale handel stil, en was een enorm gebrek aan bouwmaterialen ontstaan zoals hout. De prijzen van bouwmaterialen stegen door de tekorten tot grote hoogte. Herstel en hervatting van de bouwactiviteiten lieten daardoor op zich wachten. Ook Bouwvereeniging Nieuwendams Belang kwam in de financiële problemen door de schade aan de woningen in aanbouw, de reeds bewoonde woningen en de huurderving. De gemeente Nieuwendam zag, net als andere getroffen gemeenten zoals Buiksloot en Ransdorp, voor zichzelf geen andere uitweg dan een vrijwillige annexatie door de gemeente Amsterdam. Per 1 januari 1921 maakte Nieuwendam deel uit van de gemeente Amsterdam. Wel had de bouwvereniging de braakliggende percelen aan de Nieuwendammerstraat en de Purmerweg nog weten te bebouwen met 33 rijtjeshuizen van een ander ontwerp dan de eerste 23 woningen. Hierna werden er geen nieuwe bouwactiviteiten meer ondernomen.

## Tuindorp Nieuwendam

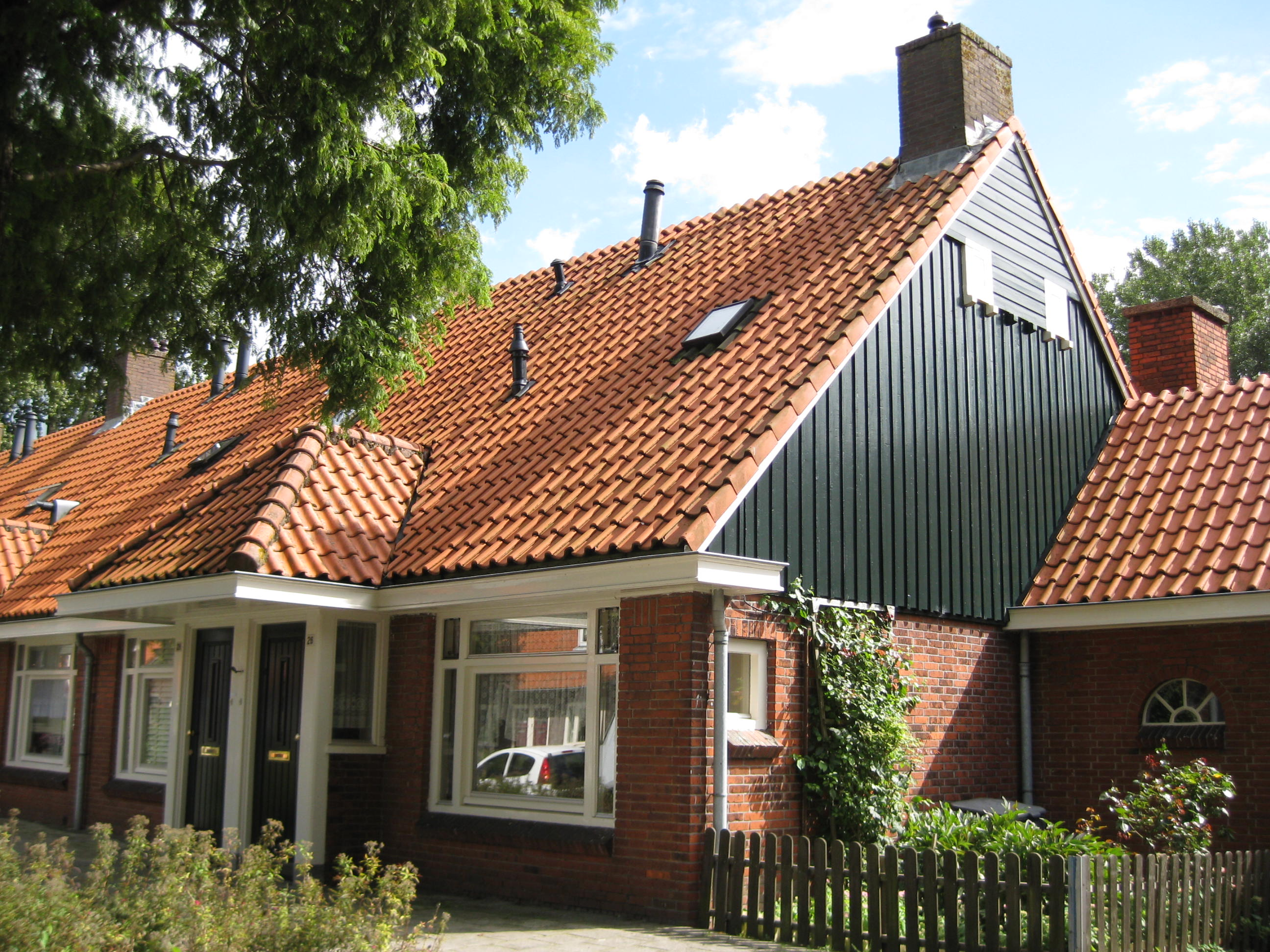
Tuindorp Nieuwendam uit 1924-1927, met woningen van B.T. Boeyinga

De gemeente Amsterdam was niet enthousiast over het ontwerp voor de nieuwbouwlocatie, waarvan nog maar een klein deel was voltooid. Wethouder Floor Wibaut van Volkshuisvesting en Arie Keppler, directeur van de Gemeentelijke Woningdienst Amsterdam hadden uitgesproken ideeën over de bouw van tuindorpen, op basis van de ideeën van Ebenezer Howard. Ze besloten de bouw volgens het ontwerp van Eduard Cuypers niet voort te zetten, maar lieten de architect B.T. Boeyinga een nieuw plan maken voor het nog onbebouwde gedeelte. Daarbij werd het plangebied uitgebreid in oostelijke richting tot aan de Schellingwouderbreek, en de begrenzende ringvaart zou worden gedempt en in westelijke en noordelijke richting verlegd. Dit resulteerde in Tuindorp Nieuwendam, zoals we dat nu kennen. Bouwvereeniging Nieuwendams Belang werd buitenspel gezet. De woningen werden gebouwd en beheerd door de Gemeentelijke Woningdienst Amsterdam.

## Verkoop
Bouwvereeniging Nieuwendams Belang beheerde en exploiteerde door alle tegenslagen nooit meer dan 56 woningen in Nieuwendam. De woningen waren gehorig, en voldeden niet aan moderne eisen. Vijf woningen werden wegens ernstige gebreken voortijdig gesloopt. Toen zich medio jaren 60 een kostbare renovatie aandiende, en de bestuursleden van de kleine woningbouwvereniging worstelden met allerlei andere beheersproblemen, bleek dit voor het bestuur aanleiding om de 51 resterende woningen aan te bieden aan het Gemeentelijk Woningbedrijf Amsterdam. In 1966 kreeg dit zijn beslag.

## Sloop

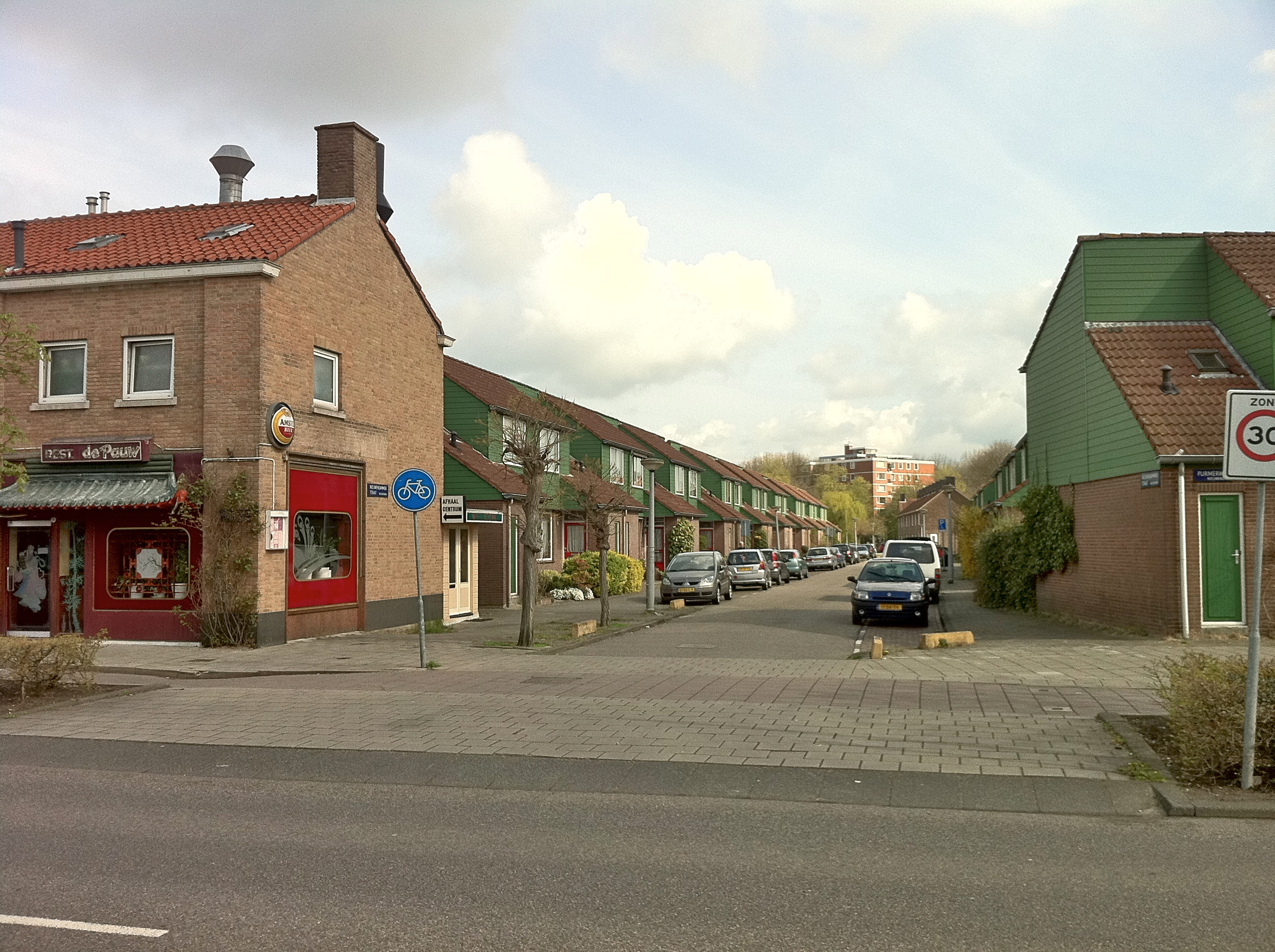
NIeuwendammerstraat anno 2012

De arbeiderswoningen die aan Bouwvereeniging Nieuwendams Belang te danken waren, moesten eind jaren 70 plaatsmaken voor nieuwbouw. In augustus 1979 startte het Gemeentelijk Woningbedrijf met de bouw van 42 ruimere eengezinswoningen van architect Hylke Hoekstra, die vanaf augustus 1980 als sociale-huurwoningen werden verhuurd, veelal aan huurders die eerder in de huizen woonden uit 1915 die op deze plek waren gesloopt.

## Woningcorporatie
Het Gemeentelijk Woningbedrijf Amsterdam werd in 1994 geprivatiseerd in de Stichting Het Woningbedrijf Amsterdam. Tussen 2004 en 2014 fuseerde deze stichting met woningcorporaties in Amsterdam, Almere, Haarlem, Haarlemmermeer, Noord-Kennemerland en Weesp tot de huidige Stichting Ymere, waardoor een van de grootste woningcorporaties van Nederland ontstond. De woningen op deze plek worden daardoor tegenwoordig verhuurd door deze woningcorporatie.